# Prodrómi
Prodrómi är en ort i Grekland.   Den ligger i prefekturen Thesprotia och regionen Epirus, i den västra delen av landet, 300 km nordväst om huvudstaden Aten. Prodrómi ligger 364 meter över havet och antalet invånare är 143.
Terrängen runt Prodrómi är kuperad västerut, men österut är den bergig. Runt Prodrómi är det ganska glesbefolkat, med 28 invånare per kvadratkilometer. Närmaste större samhälle är Paramythiá, 5,7 km nordväst om Prodrómi. Trakten runt Prodrómi består till största delen av jordbruksmark.